# Robinsonella cordata
Robinsonella cordata là một loài thực vật có hoa trong họ Cẩm quỳ. Loài này được Rose & Baker f. miêu tả khoa học đầu tiên năm 1897.